# زينا غولدشتاين
زينه غولدستاين (بالبولندية: Zina Goldsztejn)‏ هي ممثلة بولندية، (ولدت في مينسك في بيلاروس م).

## وصلات خارجية
- مقالات تستعمل روابط فنية بلا صلة مع ويكي بيانات